# 阿尔法拉
阿尔法拉（西班牙語：Alfara）是西班牙加泰罗尼亚塔拉戈纳省的一个市镇。总面积64平方公里，总人口346人（2001年），人口密度5人/平方公里。